# Mote
Mote (del quechua: mut'i) es el nombre genérico para distintos granos o legumbres cocidos en agua, consumidos en varias zonas del continente americano.

## Grano de maíz

### Pelado
La forma más común de consumir el mote de trigo es pelado. Para esto el grano de trigo es hervido con cenizas o con cal. En Argentina son hervidos con ceniza de jume. En México y Centroamérica, este proceso aplicado al maíz se le llama nixtamalización, y se usa principalmente para producir la masa de la tortilla. También se hierve directamente el maíz, sin procesar con aditamento alguno, después de la cocción sirve de escolta al chicharrón, se le llama loro muti.

### Preparaciones
En Argentina, el mote es consumido principalmente en la región del noroeste, y menos frecuentemente en el Cuyo y la Patagonia. Fuera de esta amplia zona del país, su consumo se restringe a los restaurantes dedicados a la cocina telúrica o en las peñas provincianas. Se trata de un guiso poco consistente (esta es una de las principales diferencias con el locro) a partir de  (por esto algo risueñamente se dice que "el mote está a mitad de camino del locro y la mazamorra"). Los granos suelen ser acompañados con pequeños trozos de carne (camélidos sudamericanos, caprinos, ovinos, bovinos, porcinos, aviares y más raramente de vizcacha, mulita etc.). También se consume en forma de humita, puede ser en chala o en empanada.
En la zona Norte de la Patagonia argentina, además de consumirse en guiso, se lo consume acompañado con algún tipo de bebida fresca, ya sea agua, jugo, té, bebidas gaseosas, con o sin el agregado de azúcar.
En Bolivia se llama mote al grano de maíz seco, hervido en agua con su cáscara. Es consumido con chicharrón de chancho normalmente y con muchos otros platos típicos.
En Chile, en la gastronomía mapuche el mote de trigo se emplea para elaborar un tipo de masa llamada catuto (katuto en mapudungun), para una bebida de baja graduación alcohólica llamada muday y como ingrediente de diversas comidas, tales como mote guisado, cazuelas o el kakoiyael o kako («comida de mote»). También se usa en la preparación del postre llamado mote con huesillos (granos de mote acompañados con duraznos deshidratados y jugo de almíbar). El mote de maíz es llamado Motemei.
En Colombia y Venezuela este platillo es conocido como mute. En la región central venezolana se agregan cerdo y especias. En el departamento de Santander (mute santandereano) y en la región andina venezolana se hace con estómago de res (mondongo), y en los estados Lara y Yaracuy con vísceras (hígado o riñones) de chivo. También con el maíz preparado de esta forma se hace la arepa pelada en distintas regiones de Colombia.

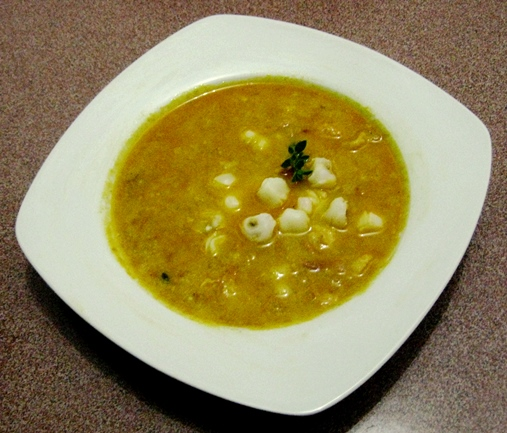
Mote pata.

En Ecuador, el grano de maíz luego de ser hervido y cocido, se lo sirve pelado como guarnición, acompañando el hornado y la fritada. Se utiliza en muchas sopas como el caldo de patas. También es la base para platos típicos de la ciudad de Cuenca, como el mote pillo, el mote sucio y el mote pata. Triturado se lo conoce como morocho, se lo prepara tanto como una colada dulce con leche o como una sopa con cualquier tipo de carne.
En Perú, es principalmente consumido en la sierra como acompañante de otros platos tales como el chicharrón con mote y el caldo de cabeza y también es ingrediente principal en platillos como el getón y la patasca. En Cusco, hay una variedad llamada mote gigante del Cusco, que destaca por su gran tamaño. En el sector andino el mote alcalinizado hara llushtu se utiliza para preparar tamal, aunque en Lima usan sémola y palillo.

## Trigo

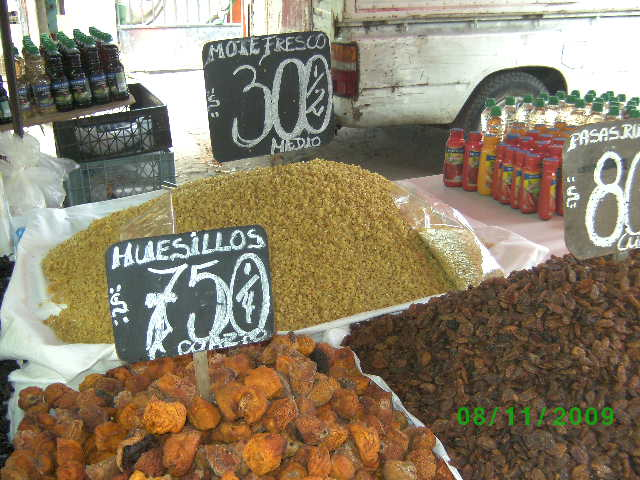
Venta de mote de trigo (amarillo atrás) en un puesto de feria libre.

En Chile, cuando se dice "mote" por defecto, se refiere al "mote de trigo", es decir al grano de trigo hervido y pelado, comúnmente en un proceso no necesariamente industrial en donde se hierve el trigo crudo con una mezcla de ceniza de árbol nativo, mediante este proceso se le logra quitar la cáscara al trigo. Se usa principalmente para elaborar el refresco dulce mote con huesillos. Salado se usa como acompañamiento en guisos, lo que le da el nombre ("porotos con mote" o "papas con mote") y en algunas sopas, llamadas de trigo.
En el Perú, al trigo cocido de igual forma que al maíz blanco se le llama mote de trigo. En Bolivia y Chile, los granos de trigo se pelan con batán (piedra de moler).

## Otros usos
Existe también un mote de porotos, mote de habas, haba verde y seco, cocido igual que el maíz. En Chiloé hay un plato de habas o arvejas hervidas sin vaina para comer directamente; "mote de arvejas" y "mote de habas".